# Jason Presson
Jason Presson (Encino, 31 agosto 1971) è un attore statunitense, famoso per aver interpretato il ruolo di Darren nel film del 1985 Explorers, accanto ad Ethan Hawke e River Phoenix.

## Biografia

### Primi anni
Jason Presson è nato il 31 agosto 1971 ad Encino, in California.

### Carriera
Presson ha debuttato all'età di 12 anni nei panni di Bruce Kaleb nel film di fantascienza per la televisione Wishman (1983). Questo ruolo l'ha portato a ottenere una serie di parti minori come attore bambino negli anni '80.
Ha debuttato al cinema nel 1984 nel film The Stone Boy recitando con Robert Duvall e Glenn Close. L'anno seguente venne scelto per interpretare Darren Woods nel film Explorers di Joe Dante, accanto ad Ethan Hawke e River Phoenix. Il film non fu un successone, ma ciascuno dei tre protagonisti ricevette una nomination agli Young Artist Award nella categoria 'Miglior giovane attore'. A Dante piacque talmente l'interpretazione di Presson che successivamente lo chiamò per interpretare un ruolo simile in un episodio della serie Ai confini della realtà.
Il suo ultimo ruolo importante in un film per il cinema è stato quello di Eddie Baxter nella parodia horror Saturday the 14th Strikes Back (1988), in cui interpreta un ragazzo la cui famiglia si trasferisce in una casa fatiscente solo per scoprire il male sinistro che si annida al suo interno. In seguito è stato scritturato in molti altri ruoli minori, incluse parti in Gremlins 2 - La nuova stirpe e in diversi film per la televisione. L'ultima apparizione è avvenuta nel film per la televisione Trials of Life (1997), dopo il quale si è ritirato dal mondo dello spettacolo.

## Riconoscimenti
- 1985 – Young Artist Award[4]
  - Nomination Miglior giovane attore per Explorers

## Filmografia

### Attore

#### Cinema
- The Stone Boy, regia di Christopher Cain (1984)
- Explorers, regia di Joe Dante (1985)
- Scarlatti - Il thriller (Lady in White), regia di Frank LaLoggia (1988)
- Saturday the 14th Strikes Back, regia di Howard R. Cohen (1988)
- Gremlins 2 - La nuova stirpe (Gremlins 2: The New Batch), regia di Joe Dante e Chuck Jones (1990)
- Busted, regia di Corey Feldman (1997) Uscito in home video

#### Televisione
- Wishman, regia di James Frawley – film TV (1983)
- Invito all'inferno (Invitation to Hell), regia di Wes Craven – film TV (1984)
- Trapper John (Trapper John, M.D.) – serie TV, 1 episodio (1984)
- Detective per amore (Finder of Lost Loves) – serie TV, 1 episodio (1984)
- Webster – serie TV, 1 episodio (1985)
- Ai confini della realtà (The Twilight Zone) – serie TV, episodio 1x23 (1985)
- Disneyland – serie TV, 2 episodi (1986)
- Steven, 7 anni: rapito (I Know My First Name Is Steven), regia di Larry Elikann – miniserie TV (1989)
- Brillantina (The Outsiders) – serie TV, 1 episodio (1990)
- Room for Romance – serie TV, 1 episodio (1990)
- Condanna (Never Forget), regia di Joseph Sargent – film TV (1991)
- L'ispettore Tibbs (In the Heat of the Night) – serie TV, 1 episodio (1991)
- Trials of Life, regia di Joseph M. Wilcots – film TV (1997)

#### Doppiatore
- I Rugrats (Rugrats) – serie d'animazione, 1 episodio (1991)